# Peter Fiedler (Bildhauer)
Peter Fiedler (* 7. Dezember 1951 in Dresden) ist ein deutscher Bildhauer, Keramiker und Steinrestaurator.

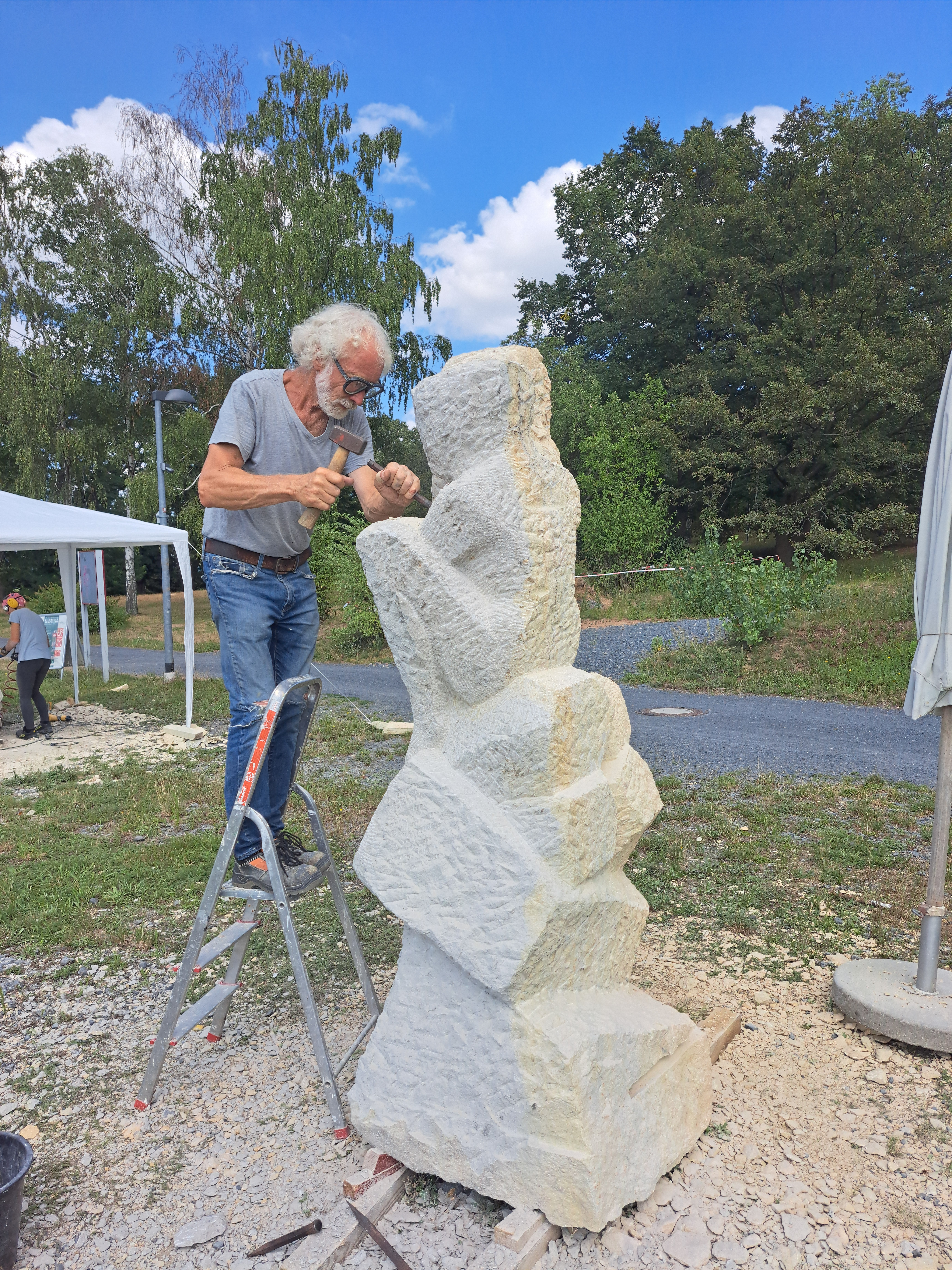
Beim 11. Bildhauersymposium Moritzburg 2024

## Leben und Werk
Fiedler absolvierte von 1975 bis 1977 an der Hochschule für Bildende Künste Dresden (HfBK) ein Abendstudium. Er studierte  von 1979 bis 1984 bei Gerd Jaeger an der HfBK. Seitdem ist er als Stein- und Holzbildhauer und Keramiker in Moritzburg freischaffend tätig. Viele seiner Arbeiten schuf er als Auftragswerke für öffentliche Einrichtungen wie Kindergärten und Schulen, u. a. die 138. Oberschule Dresden-Gorbitz, wobei er auch die Kinder in die Arbeit einbezieht. Fiedler arbeitet vorwiegend in Sandstein, Serpentin, Holz und Terracotta.
Fiedler arbeitet auch als Steinrestaurator und war von 1995 bis 2000 in Großjena Leitender Restaurator von steinkonservatorischen Maßnahmen am bedeutenden Sandsteinrelief Steinernes Festbuch von 1722.
An der Abendschule der HfBK war Fiedler als Lehrer tätig, und er leitete  Bildhauerseminare der Kulturakademie Naumburg.
Seit 2002 ist Fiedler als Vorsitzender des Vereins Internationales Bildhauersymposium Moritzburg e.V. maßgeblich an der Organisation des Symposiums beteiligt, an dem er auch 2002 und 2021 teilnahm.
Fiedler hatte eine bedeutende Zahl von Einzelausstellungen und Ausstellungsbeteiligungen im In- und Ausland und beteiligte sich an Symposien in Deutschland, Kanada und in den USA, u. a. 2010 am Holzbildhauer-Symposium Dicke Eiche in Llauchringen.
Bis 1990 war Fiedler Mitglied des Verbands Bildender Künstler der DDR.

## Werke (Auswahl)
- Europäisches Zeichen (1988, Stele, Marmor)[6]
- Reinsdorfer Figur (1988, Sitzfigur, Serpentin)[7]
- Die Welt anhalten (1988, Zweifigurengruppe, Serpentin)[8]
- Bedrohter (1994, Sitzfigur, Serpentin)[9]
- Dresden-Gorbitz, Schule Espenstraße: Wasserspiel (1997, Sandsteinstele)
- Naumburg, Bürgergarten, Gruppe Ahnen mit symbolischer Stele (1988, Stein)
- Räckelwitz/Oberlausitz, Lunares Zeichen, mehrteilige Skulptur (1992, Kalkstein)

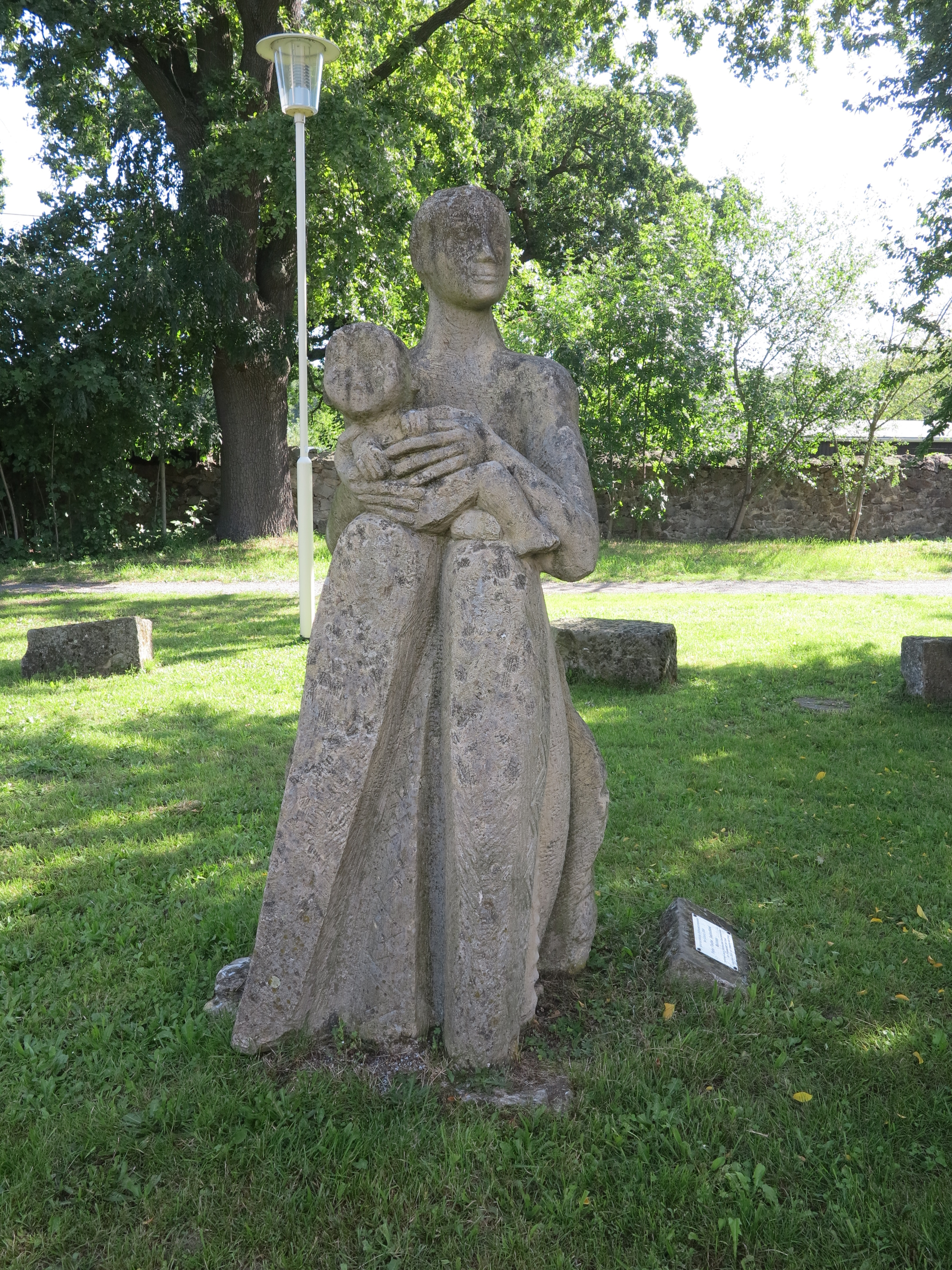
„Madonna“ auf der Grünfläche vor dem Ev. Kindergarten

- „Madonna“ auf der Grünfläche vor dem Ev. KindergartenMoritzburg 2. Internationales Bildhauersymposium Moritzburg 2004 Zweifigurengruppe „Madonna“

## Ausstellungen in der DDR (unvollständig)
- 1985 und 1989 Dresden, Bezirkskunstausstellungen
- 1986: Leipzig, Freiluftgalerie Südost („Fünf Dresdener Bildhauer“; mit Lothar Beck, Klaus-Dieter Köhler, Frank Maasdorf und Jürgen Schön)
- 1987/1988: Dresden, X. Kunstausstellung der DDR
- 1987: Dresden, Galerie Rähnitzgasse („Wirklichkeit und Bildhauerzeichnung“)

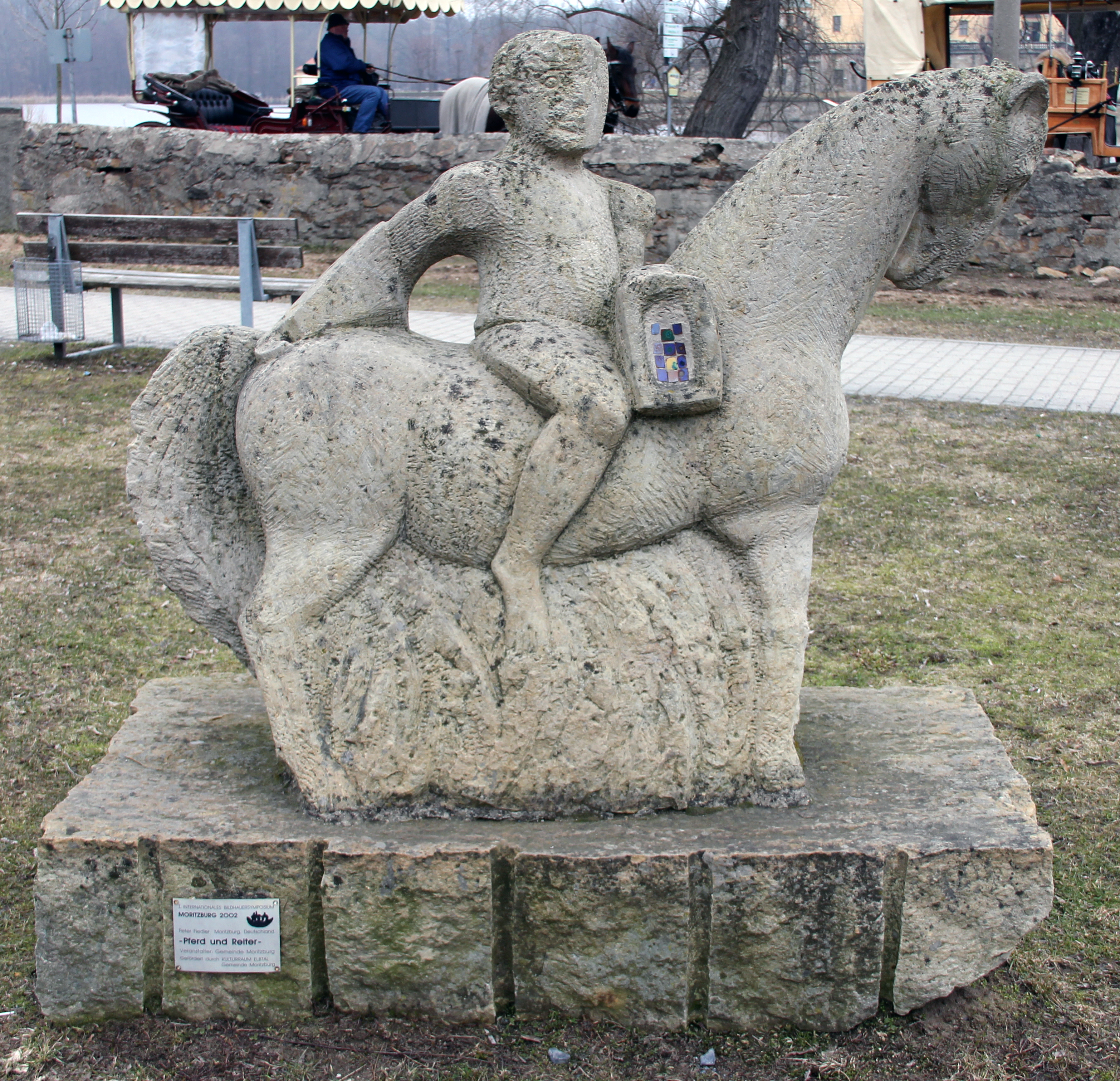
Beim 1. Internationales Bildhauersymposium Moritzburg 2002
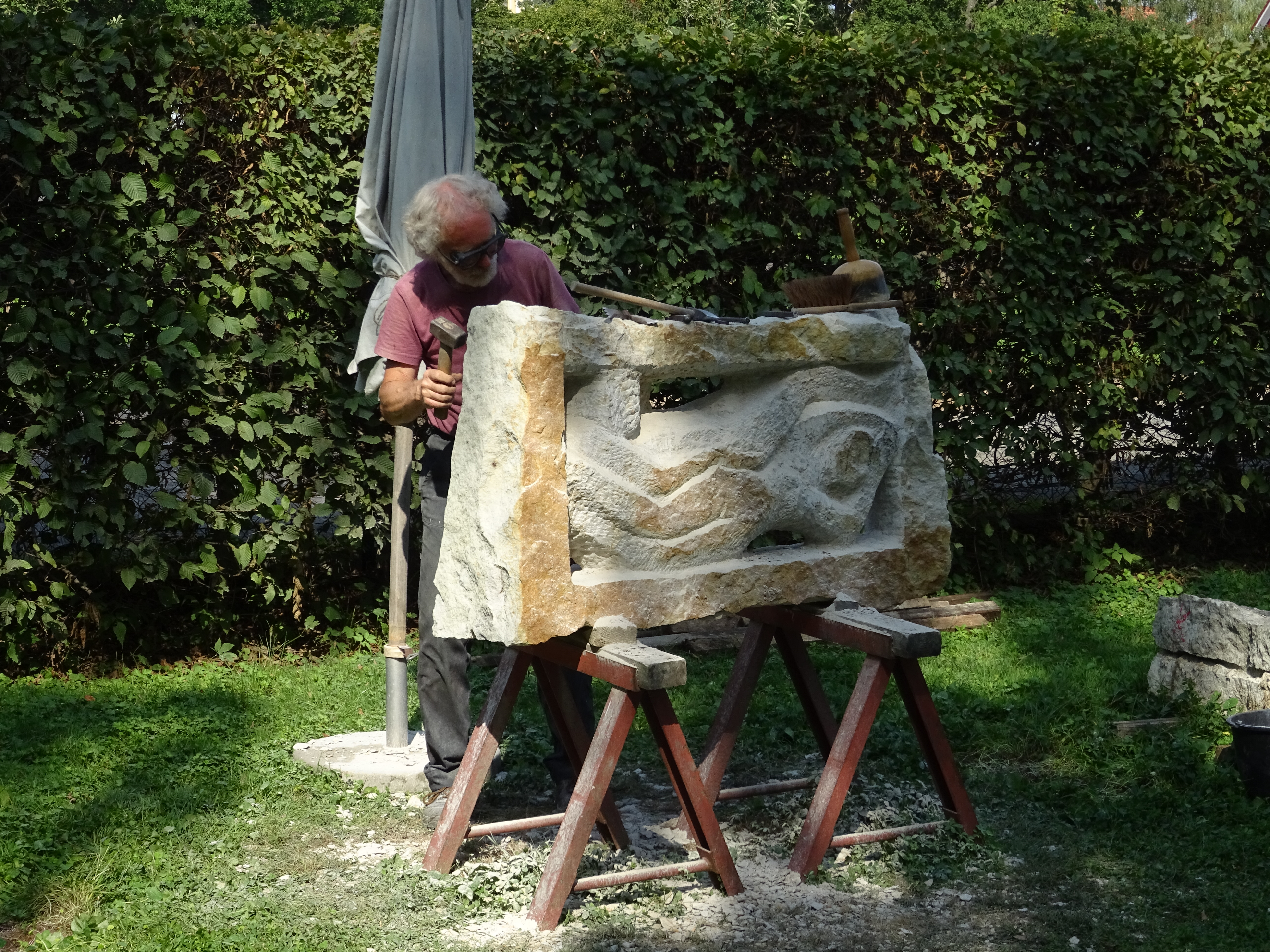
Beim 9. Internationales Bildhauersymposium Moritzburg 2019
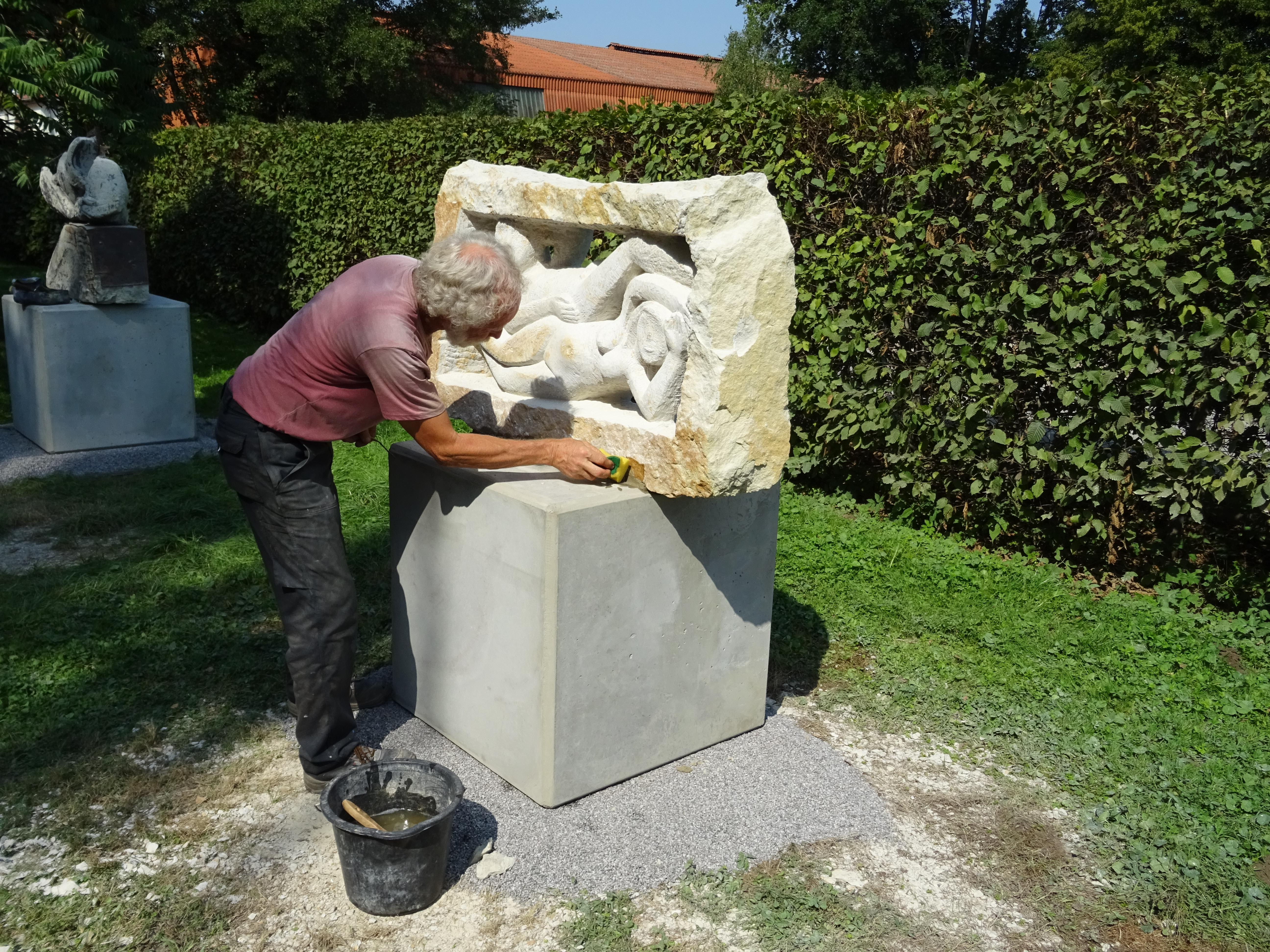
Beim 9. Internationales Bildhauersymposium Moritzburg 2019
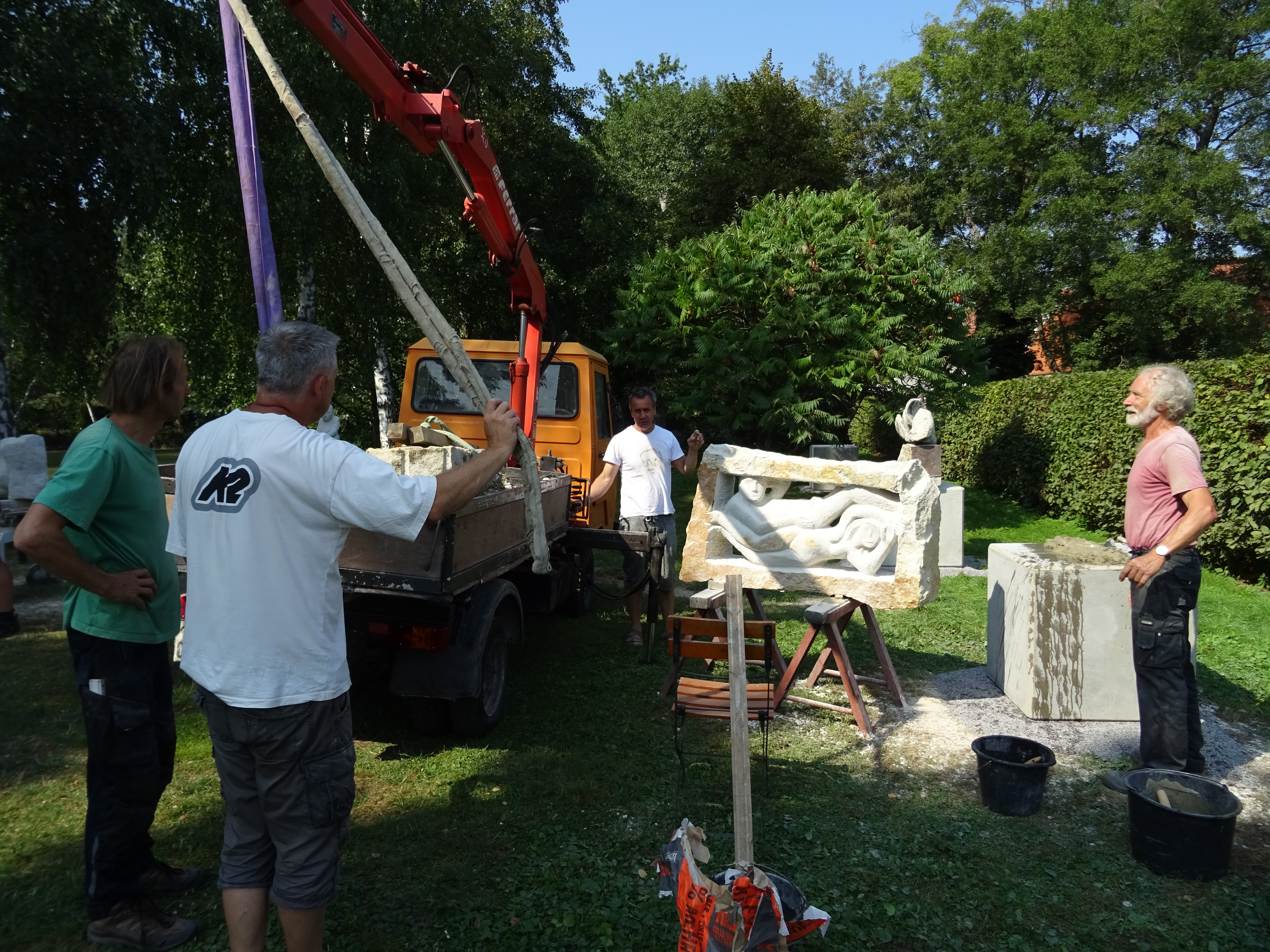
Beim 9. Internationales Bildhauersymposium Moritzburg 2019
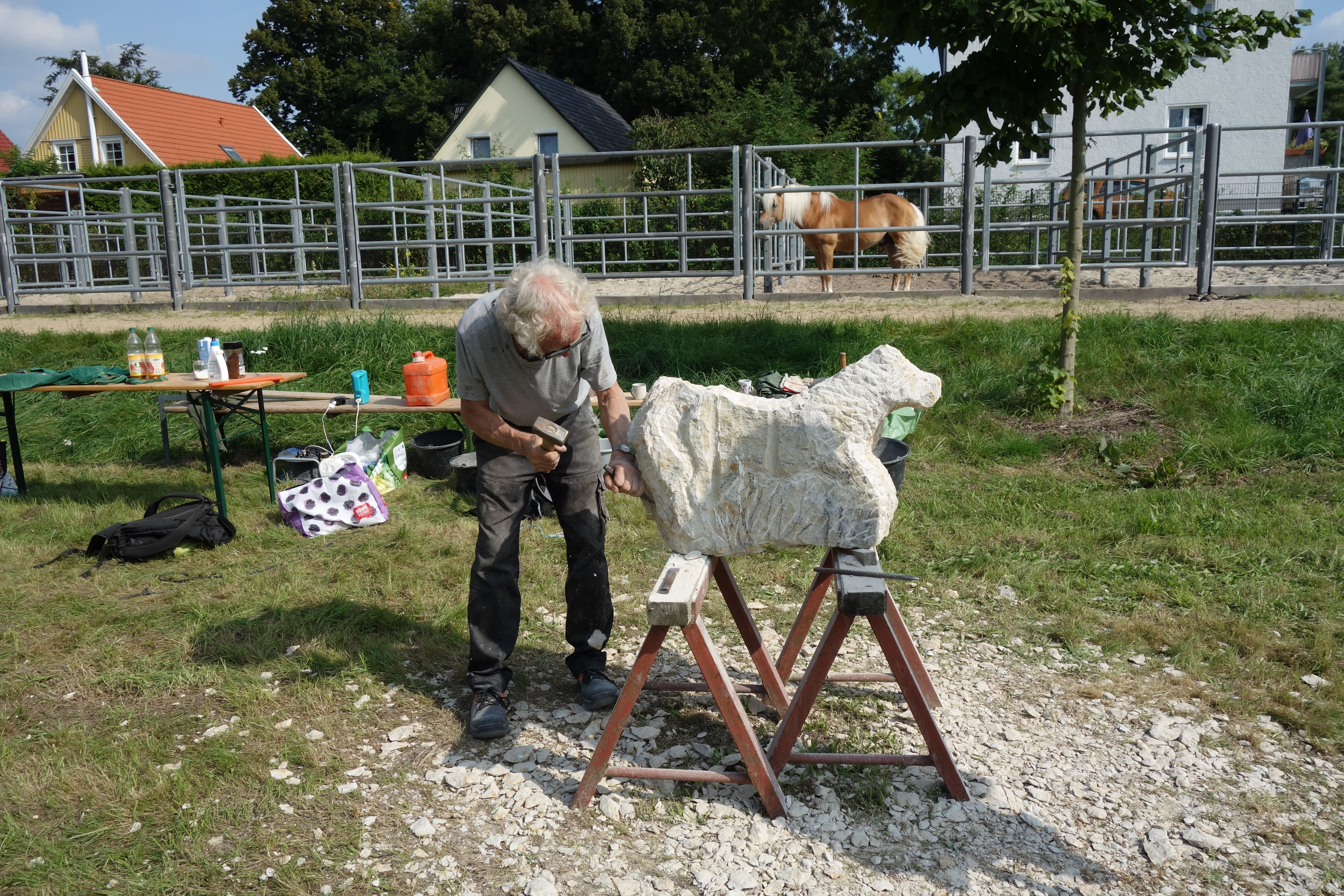
Beim 10. Internationales Bildhauersymposium Moritzburg 2021
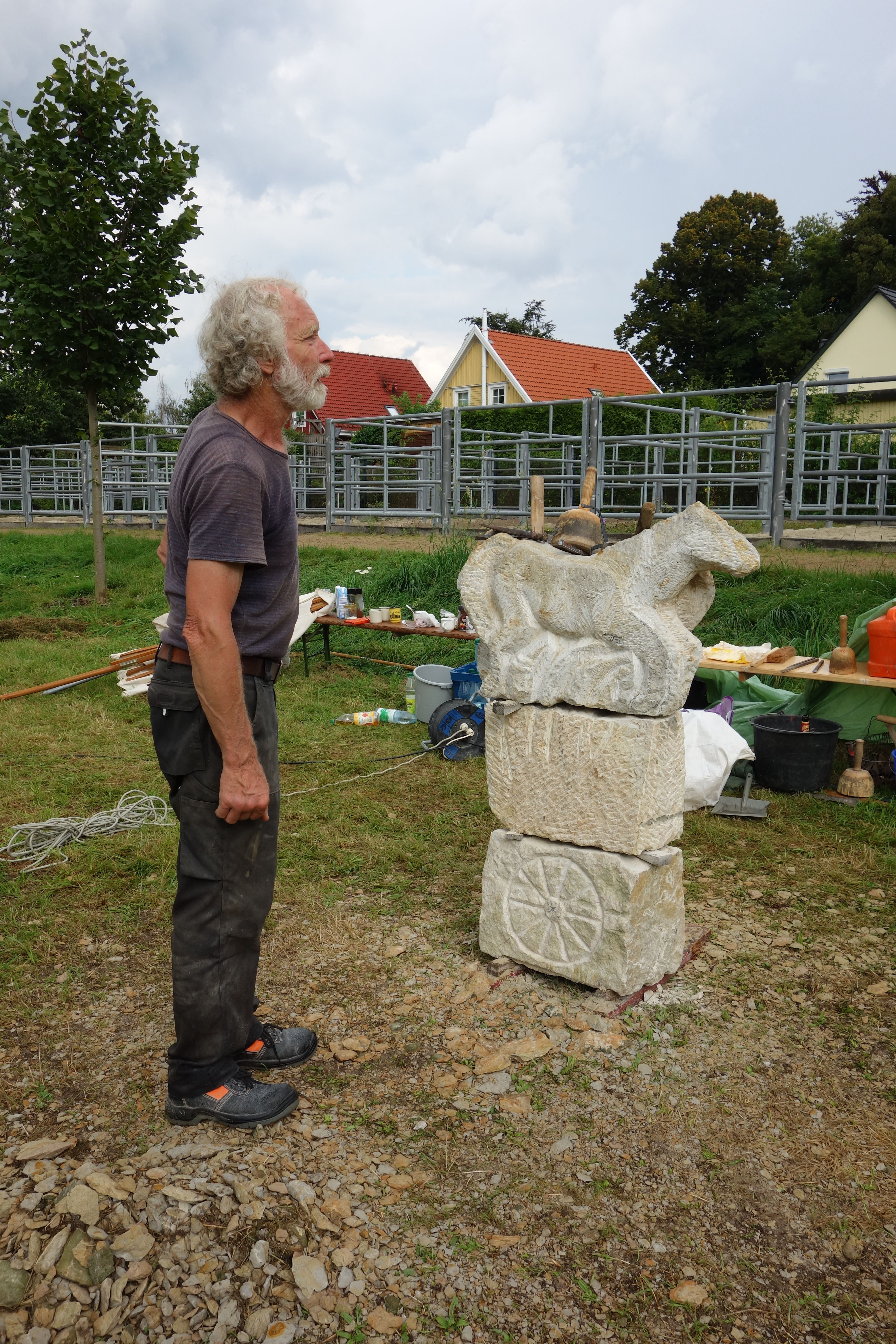
Beim 10. Internationales Bildhauersymposium Moritzburg 2021
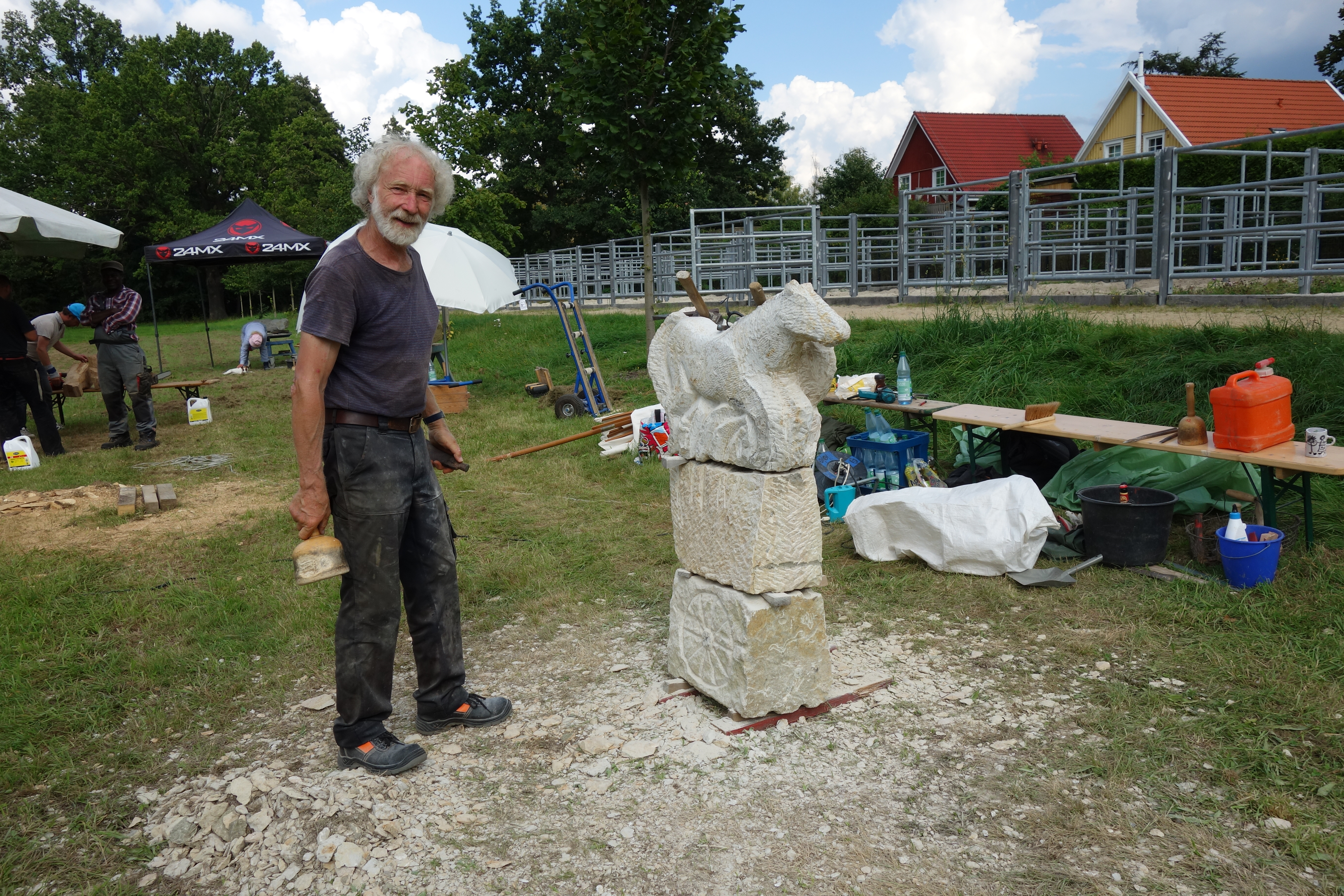
Beim 10. Internationales Bildhauersymposium Moritzburg 2021
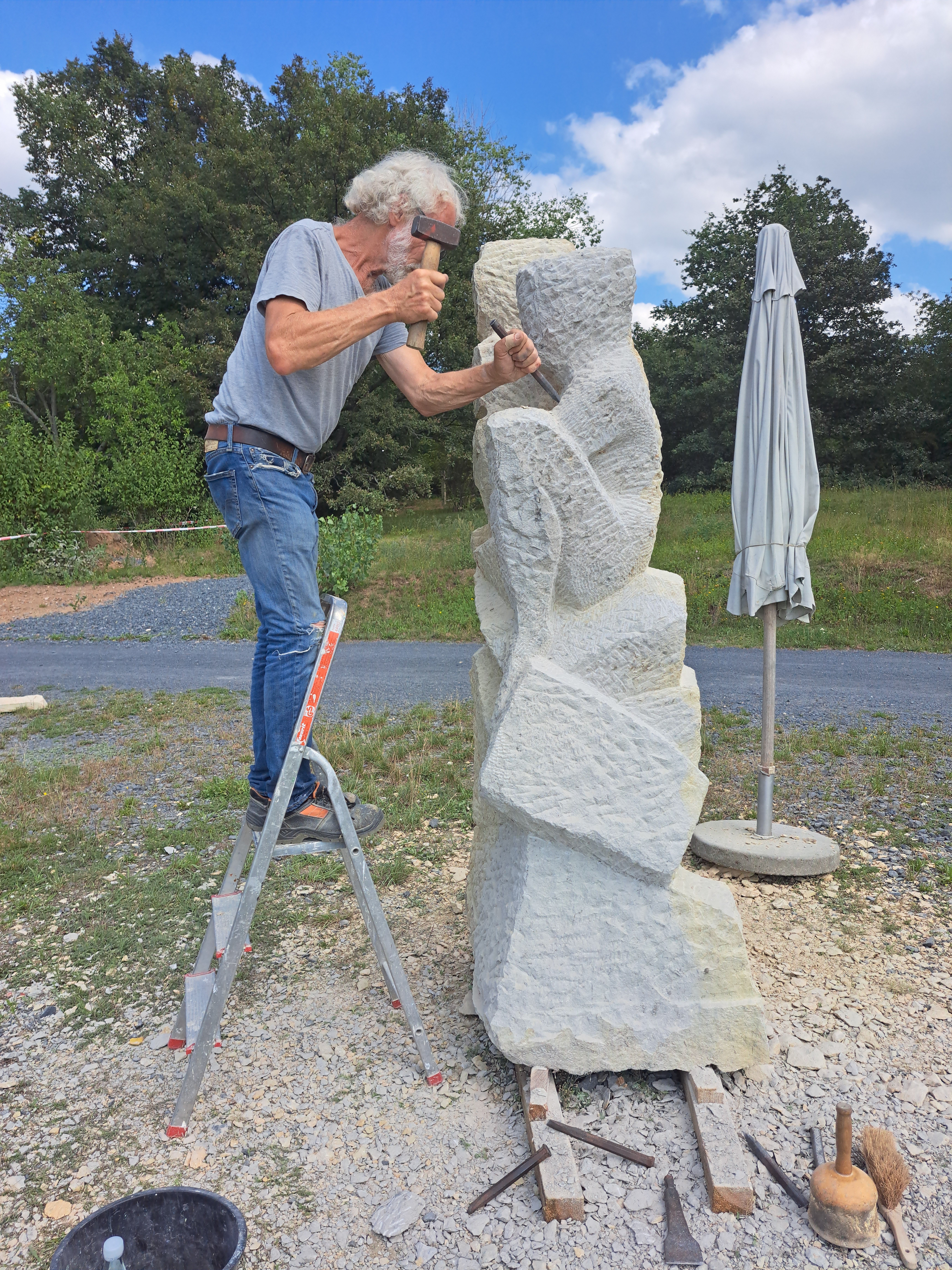
Beim 11. Internationales Bildhauersymposium Moritzburg 2024
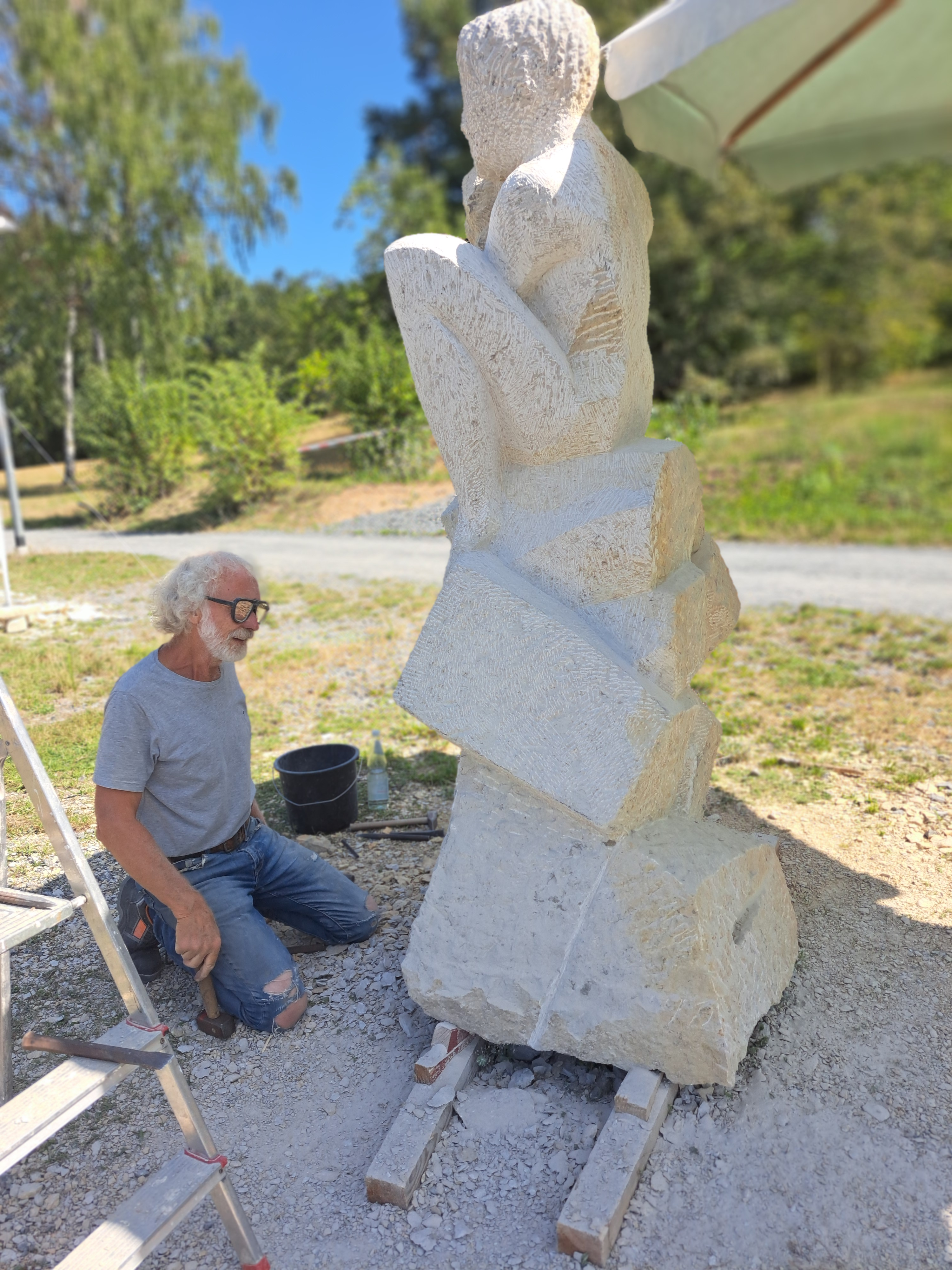
Beim 11. Internationales Bildhauersymposium Moritzburg 2024